# Малая Сазанка
Ма́лая Саза́нка — село в Свободненском районе Амурской области России, административный центр Малосазанского сельского совета.

## География
Село Малая Сазанка стоит на правом берегу реки Зея, в устье протоки Малая Сазанка.
Расположено в 15 км к югу от Свободного (районный центр) и в 136 км к северу от Благовещенска (областной центр). Автотрасса Благовещенск — Свободный проходит в 2 км севернее села.
Село Новгородка — спутник села Малая Сазанка, стоит на протоке Малая Сазанка, в 4 км выше по течению.

## История
Основано в 1880 году переселенцами из различных губерний Сибири, губерний Самарской, Воронежской, Полтавской и Донской областей.

## Население
| 2002  | 2010  | 2011  | 2012  | 2013  | 2014  | 2015  |
| ----- | ----- | ----- | ----- | ----- | ----- | ----- |
| 264   | ↗1402 | ↗1403 | ↗1480 | ↘1448 | ↘1422 | ↗1723 |
| 2016  | 2017  | 2021  |       |       |       |       |
| ↗1805 | ↘397  | ↘244  |       |       |       |       |

Фактически численность населения — около 500 человек, так как в численность населения Малой Сазанки включена численность населения несуществующего официально посёлка Орлиный (1094 (2021)).

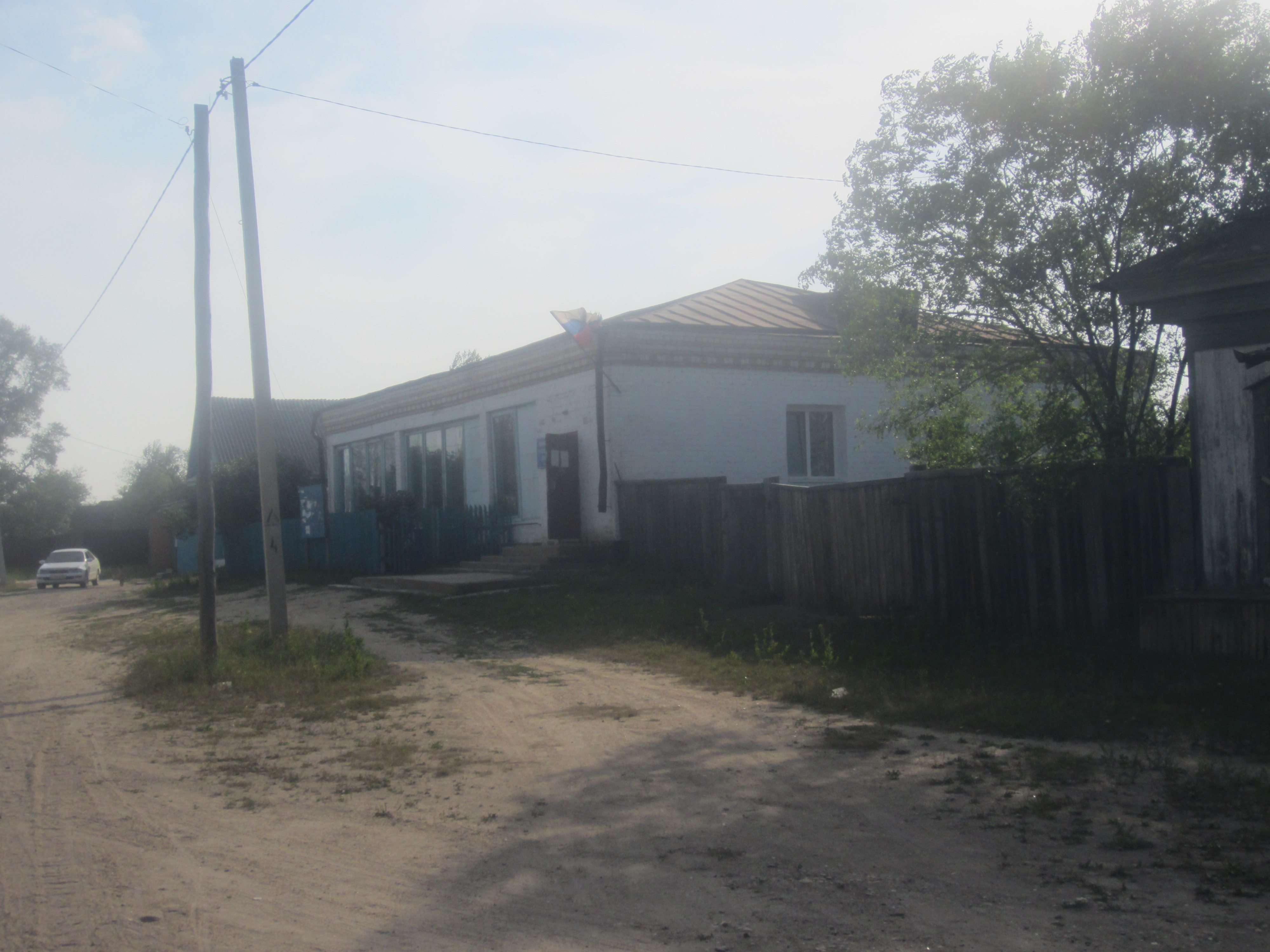
Здание администрации Малосазанского сельсовета

## Инфраструктура
На данный момент в селе действует библиотека, расположенная в здании администрации Малосазанского сельского совета, в котором также и отделение Почты России, вблизи этого здания находится ФАП.
Функционирует 3 магазина.